# NACRA Sevens 2009
NACRA Sevens 2009 – szóste mistrzostwa strefy NACRA w rugby 7 mężczyzn, oficjalne międzynarodowe zawody rugby 7 o randze mistrzostw kontynentu organizowane przez North America Caribbean Rugby Association mające na celu wyłonienie najlepszej męskiej reprezentacji narodowej w tej dyscyplinie sportu w strefie NACRA, które odbyły się wraz z turniejem żeńskim w Meksyku w dniach 14–15 listopada 2009 roku. Turniej służył również jako kwalifikacja do turniejów Igrzysk Wspólnoty Narodów 2010 i Igrzysk Ameryki Środkowej i Karaibów 2010.
Czwarty raz z rzędu triumfowała reprezentacja Gujany.

## Informacje ogólne
Federación Mexicana de Rugby otrzymał prawa do organizacji mistrzostw w marcu 2009 roku. Były to pierwsze tego rodzaju zawody organizowane przez ten kraj, były jednocześnie próbą generalną przed debiutem rugby 7 na igrzyskach panamerykańskich, który został zaplanowany na rok 2011. Areną zmagań był Estadio Roberto Tapatío Méndez znajdujący się na południowych przedmieściach stolicy.
Zgłoszenia chętnych zespołów były przyjmowane do 7 września 2009 roku. W turnieju wzięło udział trzynaście reprezentacji, podzielonych na grupy według wyników osiągniętych w poprzednich czterech turniejach. W pierwszym dniu walczyły one systemem kołowym podzielone na trzy grupy, pięciozespołową i dwie złożone z czterech drużyn. Do fazy play-off, składającej się z ćwierćfinałów, półfinałów oraz meczów o miejsca, awansowały trzy najlepsze z grupy A, po dwie czołowe z obu pozostałych grup oraz zwycięzca dodatkowego spotkania pomiędzy trzecimi zespołami z grup B i C. Pozostałe pięć drużyn rywalizowało w drugim dniu ponownie systemem kołowym o miejsca 9–13.
Zwycięzca zawodów zapewnił sobie awans na turniej rugby 7 na Igrzyskach Wspólnoty Narodów 2010, zaś najlepsza szóstka – spełniająca warunki nałożone przez ODECABE – uzyskała prawo startu w turnieju rugby 7 na Igrzyskach Ameryki Środkowej i Karaibów 2010.
Zawody były transmitowane w Internecie, następnie Federación Mexicana de Rugby umieściła je na swoim kanale YouTube.

## Dzień 1

### Grupa A
| 14 listopada 2009 | Gujana | 52:7 | Gwadelupa | Estadio Roberto Tapatío Méndez, Meksyk |
| 14 listopada 2009 |        | 52:7 |           | Estadio Roberto Tapatío Méndez, Meksyk |

| 14 listopada 2009 | Bahamy | 26:12 | Kajmany | Estadio Roberto Tapatío Méndez, Meksyk |
| 14 listopada 2009 |        | 26:12 |         | Estadio Roberto Tapatío Méndez, Meksyk |

| 14 listopada 2009 | Gujana | 26:0 | Kajmany | Estadio Roberto Tapatío Méndez, Meksyk |
| 14 listopada 2009 |        | 26:0 |         | Estadio Roberto Tapatío Méndez, Meksyk |

| 14 listopada 2009 | Dominikana | 7:21 | Bahamy | Estadio Roberto Tapatío Méndez, Meksyk |
| 14 listopada 2009 |            | 7:21 |        | Estadio Roberto Tapatío Méndez, Meksyk |

| 14 listopada 2009 | Gujana | 26:12 | Bahamy | Estadio Roberto Tapatío Méndez, Meksyk |
| 14 listopada 2009 |        | 26:12 |        | Estadio Roberto Tapatío Méndez, Meksyk |

| 14 listopada 2009 | Dominikana | 7:19 | Gwadelupa | Estadio Roberto Tapatío Méndez, Meksyk |
| 14 listopada 2009 |            | 7:19 |           | Estadio Roberto Tapatío Méndez, Meksyk |

| 14 listopada 2009 | Gujana | 30:7 | Dominikana | Estadio Roberto Tapatío Méndez, Meksyk |
| 14 listopada 2009 |        | 30:7 |            | Estadio Roberto Tapatío Méndez, Meksyk |

| 14 listopada 2009 | Kajmany | 17:0 | Gwadelupa | Estadio Roberto Tapatío Méndez, Meksyk |
| 14 listopada 2009 |         | 17:0 |           | Estadio Roberto Tapatío Méndez, Meksyk |

| 14 listopada 2009 | Bahamy | 35:7 | Gwadelupa | Estadio Roberto Tapatío Méndez, Meksyk |
| 14 listopada 2009 |        | 35:7 |           | Estadio Roberto Tapatío Méndez, Meksyk |

| 14 listopada 2009 | Kajmany | 22:0 | Dominikana | Estadio Roberto Tapatío Méndez, Meksyk |
| 14 listopada 2009 |         | 22:0 |            | Estadio Roberto Tapatío Méndez, Meksyk |

### Grupa B
| 14 listopada 2009 | Meksyk | 22:5 | Barbados | Estadio Roberto Tapatío Méndez, Meksyk |
| 14 listopada 2009 |        | 22:5 |          | Estadio Roberto Tapatío Méndez, Meksyk |

| 14 listopada 2009 | Trynidad i Tobago | 56:0 | Saint Lucia | Estadio Roberto Tapatío Méndez, Meksyk |
| 14 listopada 2009 |                   | 56:0 |             | Estadio Roberto Tapatío Méndez, Meksyk |

| 14 listopada 2009 | Meksyk | 31:0 | Saint Lucia | Estadio Roberto Tapatío Méndez, Meksyk |
| 14 listopada 2009 |        | 31:0 |             | Estadio Roberto Tapatío Méndez, Meksyk |

| 14 listopada 2009 | Trynidad i Tobago | 26:7 | Barbados | Estadio Roberto Tapatío Méndez, Meksyk |
| 14 listopada 2009 |                   | 26:7 |          | Estadio Roberto Tapatío Méndez, Meksyk |

| 14 listopada 2009 | Trynidad i Tobago | 31:5 | Meksyk | Estadio Roberto Tapatío Méndez, Meksyk |
| 14 listopada 2009 |                   | 31:5 |        | Estadio Roberto Tapatío Méndez, Meksyk |

| 14 listopada 2009 | Barbados | 21:10 | Saint Lucia | Estadio Roberto Tapatío Méndez, Meksyk |
| 14 listopada 2009 |          | 21:10 |             | Estadio Roberto Tapatío Méndez, Meksyk |

### Grupa C
| 14 listopada 2009 | Bermudy | 19:10 | Saint Vincent i Grenadyny | Estadio Roberto Tapatío Méndez, Meksyk |
| 14 listopada 2009 |         | 19:10 |                           | Estadio Roberto Tapatío Méndez, Meksyk |

| 14 listopada 2009 | Jamajka | 7:8 | Martynika | Estadio Roberto Tapatío Méndez, Meksyk |
| 14 listopada 2009 |         | 7:8 |           | Estadio Roberto Tapatío Méndez, Meksyk |

| 14 listopada 2009 | Jamajka | 52:7 | Saint Vincent i Grenadyny | Estadio Roberto Tapatío Méndez, Meksyk |
| 14 listopada 2009 |         | 52:7 |                           | Estadio Roberto Tapatío Méndez, Meksyk |

| 14 listopada 2009 | Bermudy | 7:7 | Martynika | Estadio Roberto Tapatío Méndez, Meksyk |
| 14 listopada 2009 |         | 7:7 |           | Estadio Roberto Tapatío Méndez, Meksyk |

| 14 listopada 2009 | Bermudy | 14:33 | Jamajka | Estadio Roberto Tapatío Méndez, Meksyk |
| 14 listopada 2009 |         | 14:33 |         | Estadio Roberto Tapatío Méndez, Meksyk |

| 14 listopada 2009 | Martynika | 26:0 | Saint Vincent i Grenadyny | Estadio Roberto Tapatío Méndez, Meksyk |
| 14 listopada 2009 |           | 26:0 |                           | Estadio Roberto Tapatío Méndez, Meksyk |

### Play-off o awans do ćwierćfinału
| 14 listopada 2009 | Barbados | 10:17 | Bermudy | Estadio Roberto Tapatío Méndez, Meksyk |
| 14 listopada 2009 |          | 10:17 |         | Estadio Roberto Tapatío Méndez, Meksyk |

## Dzień 2

### Cup + Plate
|  |                   |                   |                   |                   |    |                   |                   |                   |                   |                   |                   |       |       |
|  | Ćwierćfinały      | Ćwierćfinały      | Ćwierćfinały      |                   |    | Półfinały         | Półfinały         | Półfinały         |                   |                   | Finał             | Finał | Finał |
|  | Ćwierćfinały      | Ćwierćfinały      | Ćwierćfinały      |                   |    | Półfinały         | Półfinały         | Półfinały         |                   |                   | Finał             | Finał | Finał |
|  | 15 listopada 2009 |                   |                   |                   |    |                   |                   |                   |                   |                   |                   |       |       |
|  |                   |                   |                   |                   |    |                   |                   |                   |                   |                   |                   |       |       |
|  | Gujana            | Gujana            | 28                |                   |    |                   |                   |                   |                   |                   |                   |       |       |
|  | Gujana            | Gujana            | 28                | 15 listopada 2009 |    |                   |                   |                   |                   |                   |                   |       |       |
|  | Bermudy           | Bermudy           | 19                |                   |    |                   |                   |                   |                   |                   |                   |       |       |
|  | Bermudy           | Bermudy           | 19                |                   |    | Gujana            | Gujana            | 24                |                   |                   |                   |       |       |
|  | 15 listopada 2009 |                   |                   |                   |    | Gujana            | Gujana            | 24                |                   |                   |                   |       |       |
|  |                   |                   | Bahamy            | Bahamy            | 0  |                   |                   |                   |                   |                   |                   |       |       |
|  | Bahamy            | Bahamy            | Bahamy            | Bahamy            | 0  | 24                |                   |                   |                   |                   |                   |       |       |
|  | Bahamy            | Bahamy            |                   |                   |    | 24                | 15 listopada 2009 |                   |                   |                   |                   |       |       |
|  | Jamajka           | Jamajka           | 12                |                   |    |                   |                   |                   |                   |                   |                   |       |       |
|  | Jamajka           | Jamajka           | 12                |                   |    | Gujana            | Gujana            | 12                |                   |                   |                   |       |       |
|  | 15 listopada 2009 |                   |                   |                   |    | Gujana            | Gujana            | 12                |                   |                   |                   |       |       |
|  |                   |                   | Trynidad i Tobago | Trynidad i Tobago | 10 |                   |                   |                   |                   |                   |                   |       |       |
|  | Trynidad i Tobago | Trynidad i Tobago | Trynidad i Tobago | Trynidad i Tobago | 10 | 26                |                   |                   |                   |                   |                   |       |       |
|  | Trynidad i Tobago | Trynidad i Tobago | 15 listopada 2009 |                   |    | 26                |                   |                   |                   |                   |                   |       |       |
|  | Kajmany           | Kajmany           | 14                |                   |    |                   |                   |                   |                   |                   |                   |       |       |
|  | Kajmany           | Kajmany           | 14                |                   |    | Trynidad i Tobago | Trynidad i Tobago | 27                | Mecz o 3. miejsce | Mecz o 3. miejsce | Mecz o 3. miejsce |       |       |
|  | 15 listopada 2009 |                   |                   |                   |    | Trynidad i Tobago | Trynidad i Tobago | 27                | Mecz o 3. miejsce | Mecz o 3. miejsce | Mecz o 3. miejsce |       |       |
|  |                   |                   | Martynika         | Martynika         | 0  |                   |                   | 15 listopada 2009 | 15 listopada 2009 | 15 listopada 2009 |                   |       |       |
|  | Martynika         | Martynika         | Martynika         | Martynika         | 0  | 17                |                   | 15 listopada 2009 | 15 listopada 2009 | 15 listopada 2009 |                   |       |       |
|  | Martynika         | Martynika         |                   |                   |    |                   |                   | Bahamy            | Bahamy            | 28                |                   |       |       |
|  | Meksyk            | Meksyk            | 12                |                   |    |                   |                   |                   | Bahamy            | 28                |                   |       |       |
|  | Meksyk            | Meksyk            | 12                |                   |    |                   |                   | Martynika         | Martynika         | 10                |                   |       |       |
|  |                   |                   |                   |                   |    |                   |                   |                   | Martynika         | 10                |                   |       |       |

| 15 listopada 2009 | Gujana | 28:19 | Bermudy | Estadio Roberto Tapatío Méndez, Meksyk |
| 15 listopada 2009 |        | 28:19 |         | Estadio Roberto Tapatío Méndez, Meksyk |

| 15 listopada 2009 | Bahamy | 24:12 | Jamajka | Estadio Roberto Tapatío Méndez, Meksyk |
| 15 listopada 2009 |        | 24:12 |         | Estadio Roberto Tapatío Méndez, Meksyk |

| 15 listopada 2009 | Trynidad i Tobago | 26:14 | Kajmany | Estadio Roberto Tapatío Méndez, Meksyk |
| 15 listopada 2009 |                   | 26:14 |         | Estadio Roberto Tapatío Méndez, Meksyk |

| 15 listopada 2009 | Martynika | 17:12 | Meksyk | Estadio Roberto Tapatío Méndez, Meksyk |
| 15 listopada 2009 |           | 17:12 |        | Estadio Roberto Tapatío Méndez, Meksyk |

| 15 listopada 2009 | Gujana | 24:0 | Bahamy | Estadio Roberto Tapatío Méndez, Meksyk |
| 15 listopada 2009 |        | 24:0 |        | Estadio Roberto Tapatío Méndez, Meksyk |

| 15 listopada 2009 | Trynidad i Tobago | 27:0 | Martynika | Estadio Roberto Tapatío Méndez, Meksyk |
| 15 listopada 2009 |                   | 27:0 |           | Estadio Roberto Tapatío Méndez, Meksyk |

| 15 listopada 2009 | Gujana | 12:10 | Trynidad i Tobago | Estadio Roberto Tapatío Méndez, Meksyk |
| 15 listopada 2009 |        | 12:10 |                   | Estadio Roberto Tapatío Méndez, Meksyk |

| 15 listopada 2009 | Bahamy | 28:10 | Martynika | Estadio Roberto Tapatío Méndez, Meksyk |
| 15 listopada 2009 |        | 28:10 |           | Estadio Roberto Tapatío Méndez, Meksyk |

|  |                   |           |           |                   |    |         |         |       |
|  | Półfinały         | Półfinały | Półfinały |                   |    | Finał   | Finał   | Finał |
|  | Półfinały         | Półfinały | Półfinały |                   |    | Finał   | Finał   | Finał |
|  | 15 listopada 2009 |           |           |                   |    |         |         |       |
|  |                   |           |           |                   |    |         |         |       |
|  | Bermudy           | Bermudy   | 7         |                   |    |         |         |       |
|  | Bermudy           | Bermudy   | 7         | 15 listopada 2009 |    |         |         |       |
|  | Jamajka           | Jamajka   | 24        |                   |    |         |         |       |
|  | Jamajka           | Jamajka   | 24        |                   |    | Jamajka | Jamajka | 7     |
|  | 15 listopada 2009 |           |           |                   |    | Jamajka | Jamajka | 7     |
|  |                   |           | Kajmany   | Kajmany           | 10 |         |         |       |
|  | Kajmany           | Kajmany   | Kajmany   | Kajmany           | 10 | 12      |         |       |
|  | Kajmany           | Kajmany   |           |                   |    |         |         |       |
|  | Meksyk            | Meksyk    | 7         |                   |    |         |         |       |
|  | Meksyk            | Meksyk    | 7         | Mecz o 3. miejsce |    |         |         |       |
|  |                   |           |           |                   |    |         |         |       |
|  | 15 listopada 2009 |           |           |                   |    |         |         |       |
|  |                   |           |           |                   |    |         |         |       |
|  | Bermudy           | Bermudy   | 12        |                   |    |         |         |       |
|  | Bermudy           | Bermudy   | 12        |                   |    |         |         |       |
|  | Meksyk            | Meksyk    | 14        |                   |    |         |         |       |
|  | Meksyk            | Meksyk    | 14        |                   |    |         |         |       |

| 15 listopada 2009 | Bermudy | 7:24 | Jamajka | Estadio Roberto Tapatío Méndez, Meksyk |
| 15 listopada 2009 |         | 7:24 |         | Estadio Roberto Tapatío Méndez, Meksyk |

| 15 listopada 2009 | Kajmany | 12:7 | Meksyk | Estadio Roberto Tapatío Méndez, Meksyk |
| 15 listopada 2009 |         | 12:7 |        | Estadio Roberto Tapatío Méndez, Meksyk |

| 15 listopada 2009 | Jamajka | 7:10 | Kajmany | Estadio Roberto Tapatío Méndez, Meksyk |
| 15 listopada 2009 |         | 7:10 |         | Estadio Roberto Tapatío Méndez, Meksyk |

| 15 listopada 2009 | Bermudy | 12:14 | Meksyk | Estadio Roberto Tapatío Méndez, Meksyk |
| 15 listopada 2009 |         | 12:14 |        | Estadio Roberto Tapatío Méndez, Meksyk |

### Bowl
| 15 listopada 2009 | Dominikana | 14:17 | Barbados | Estadio Roberto Tapatío Méndez, Meksyk |
| 15 listopada 2009 |            | 14:17 |          | Estadio Roberto Tapatío Méndez, Meksyk |

| 15 listopada 2009 | Saint Lucia | 0:29 | Gwadelupa | Estadio Roberto Tapatío Méndez, Meksyk |
| 15 listopada 2009 |             | 0:29 |           | Estadio Roberto Tapatío Méndez, Meksyk |

| 15 listopada 2009 | Dominikana | 12:36 | Gwadelupa | Estadio Roberto Tapatío Méndez, Meksyk |
| 15 listopada 2009 |            | 12:36 |           | Estadio Roberto Tapatío Méndez, Meksyk |

| 15 listopada 2009 | Saint Vincent i Grenadyny | 21:7 | Saint Lucia | Estadio Roberto Tapatío Méndez, Meksyk |
| 15 listopada 2009 |                           | 21:7 |             | Estadio Roberto Tapatío Méndez, Meksyk |

| 15 listopada 2009 | Dominikana | 38:0 | Saint Lucia | Estadio Roberto Tapatío Méndez, Meksyk |
| 15 listopada 2009 |            | 38:0 |             | Estadio Roberto Tapatío Méndez, Meksyk |

| 15 listopada 2009 | Saint Vincent i Grenadyny | 7:21 | Barbados | Estadio Roberto Tapatío Méndez, Meksyk |
| 15 listopada 2009 |                           | 7:21 |          | Estadio Roberto Tapatío Méndez, Meksyk |

| 15 listopada 2009 | Dominikana | 21:20 | Saint Vincent i Grenadyny | Estadio Roberto Tapatío Méndez, Meksyk |
| 15 listopada 2009 |            | 21:20 |                           | Estadio Roberto Tapatío Méndez, Meksyk |

| 15 listopada 2009 | Gwadelupa | 7:19 | Barbados | Estadio Roberto Tapatío Méndez, Meksyk |
| 15 listopada 2009 |           | 7:19 |          | Estadio Roberto Tapatío Méndez, Meksyk |

| 15 listopada 2009 | Saint Lucia | 12:31 | Barbados | Estadio Roberto Tapatío Méndez, Meksyk |
| 15 listopada 2009 |             | 12:31 |          | Estadio Roberto Tapatío Méndez, Meksyk |

| 15 listopada 2009 | Gwadelupa | 21:12 | Saint Vincent i Grenadyny | Estadio Roberto Tapatío Méndez, Meksyk |
| 15 listopada 2009 |           | 21:12 |                           | Estadio Roberto Tapatío Méndez, Meksyk |

## Klasyfikacja końcowa
| Miejsce | Reprezentacja             | Uwagi                         |
| ------- | ------------------------- | ----------------------------- |
| 1       | Gujana                    | awans na IWN 2010, CACSO 2010 |
| 2       | Trynidad i Tobago         | awans na CACSO 2010           |
| 3       | Bahamy                    | awans na CACSO 2010           |
| 4       | Martynika                 | -                             |
| 5       | Kajmany                   | awans na CACSO 2010           |
| 6       | Jamajka                   | awans na CACSO 2010           |
| 7       | Meksyk                    | awans na CACSO 2010           |
| 8       | Bermudy                   | -                             |
| 9       | Barbados                  | -                             |
| 10      | Gwadelupa                 | -                             |
| 11      | Dominikana                | -                             |
| 12      | Saint Vincent i Grenadyny | -                             |
| 13      | Saint Lucia               | -                             |